# Easy Action
Easy Action è il secondo album degli Alice Cooper, pubblicato nel 1970 dalla Straight Records.

## Tracce
Tutte le canzoni sono state scritte da Alice Cooper, Glen Buxton, Michael Bruce, Dennis Dunaway e Neal Smith.
1. Mr. and Misdemeanor – 3:05
2. Shoe Salesman – 2:38
3. Still No Air – 2:32
4. Below Your Means – 6:41
5. Return of the Spiders – 4:33
6. Laughing at Me – 2:12
7. Refrigerator Heaven – 1:54
8. Beautiful Flyaway – 3:02
9. Lay Down and Die, Goodbye – 7:36

## Singoli
- 1970: Shoe Salesman

## Formazione
- Alice Cooper - voce
- Glen Buxton - chitarra
- Michael Bruce - chitarra, tastiere
- Dennis Dunaway - basso
- Neal Smith - batteria
- David Briggs - pianoforte in Shoe Salesmen